# Arsenal de Sarandí
Az Arsenal de Sarandí egy argentin labdarúgócsapat Sarandí városában. A egyesületet 1957. január 11-én alapították. A klub jelenleg a másodosztályban szerepel és a 18 500 néző befogadására alkalmas Estadio Julio Humberto Grondonában játssza hazai mérkőzéseit.
2007-ben a Copa Sudamericana döntőjében, az Américát legyőzve megnyerték a nemzetközi kupasorozatot. 2012-ben megszerezték az első osztály Clausura szakaszának bajnoki címét, majd a 2012-es szuperkupa és a 2012–13-as kupa trófeáját is.

## Sikerek
Primera División
- Győztes (1): 2012 Clausura

Argentin Kupa
- Győztes (1): 2012–13

Argentin Szuperkupa
- Győztes (1): 2012

Copa Sudamericana
- Győztes (1): 2007

## Fordítás
Ez a szócikk részben vagy egészben  az   Arsenal de Sarandí című angol Wikipédia-szócikk fordításán alapul.  Az eredeti cikk szerkesztőit annak laptörténete sorolja fel. Ez a jelzés csupán a megfogalmazás eredetét és a szerzői jogokat jelzi, nem szolgál a cikkben szereplő információk forrásmegjelöléseként.